# Niek Loohuis
Niek Loohuis (Losser, 25 april 1986) is een Nederlands voetballer die als middenvelder speelt.

## Carrière
Loohuis brak door bij BV Veendam. In het seizoen 2007/2008 werd Loohuis gekocht door Heerenveen, waar hij eenmaal in het eerste elftal stond. Het seizoen erna werd hij teruggekocht door BV Veendam. Na het faillissement van Veendam in 2013 keerde hij terug bij Quick '20 waar hij, net als bij PEC Zwolle, ook jeugdtrainer is.

### Carrièrestatistieken
| Seizoen         | Club               | Land            | Competitie          | Competitie | Competitie | Beker | Beker | Internationaal | Internationaal | Overig | Overig | Totaal | Totaal |
| Seizoen         | Club               | Land            | Competitie          | Wed.       | Dlp.       | Wed.  | Dlp.  | Wed.           | Dlp.           | Wed.   | Dlp.   | Wed.   | Dlp.   |
| --------------- | ------------------ | --------------- | ------------------- | ---------- | ---------- | ----- | ----- | -------------- | -------------- | ------ | ------ | ------ | ------ |
| 2005/06         | BV Veendam         | Nederland       | Eerste divisie      | 19         | 0          | 0     | 0     | 0              | 0              | 0      | 0      | 19     | 0      |
| 2006/07         | BV Veendam         | Nederland       | Eerste divisie      | 33         | 4          | 0     | 0     | 0              | 0              | 0      | 0      | 33     | 4      |
| 2007/08         | sc Heerenveen      | Nederland       | Eredivisie          | 1          | 0          | 0     | 0     | 0              | 0              | 0      | 0      | 1      | 0      |
| 2007/08         | Jong sc Heerenveen | Nederland       | Beloften Eredivisie | 0          | 0          | 3     | 0     | 0              | 0              | 0      | 0      | 3      | 0      |
| 2008/09         | BV Veendam         | Nederland       | Eerste divisie      | 34         | 4          | 1     | 0     | 0              | 0              | 0      | 0      | 35     | 4      |
| 2009/10         | BV Veendam         | Nederland       | Eerste divisie      | 29         | 1          | 1     | 0     | 0              | 0              | 0      | 0      | 30     | 1      |
| 2010/11         | SC Veendam         | Nederland       | Eerste divisie      | 24         | 1          | 1     | 0     | 0              | 0              | 1      | 0      | 26     | 1      |
| 2011/12         | SC Veendam         | Nederland       | Eerste divisie      | 14         | 0          | 1     | 0     | 0              | 0              | 0      | 0      | 15     | 0      |
| 2012/13         | SC Veendam         | Nederland       | Eerste divisie      | 10         | 0          | 1     | 0     | 0              | 0              | 0      | 0      | 11     | 0      |
| Carrière totaal | Carrière totaal    | Carrière totaal | Carrière totaal     | 152        | 10         | 8     | 0     | 0              | 0              | 1      | 0      | 161    | 10     |